# Kinh giới rừng
Kinh giới rừng' (danh pháp: Elsholtzia blanda) là một loài thực vật có hoa trong họ Hoa môi. Loài này được (Benth.) Benth. mô tả khoa học đầu tiên năm 1833.